# Красний Октябр (Ковилкінський район)
Красний Октя́бр (рос. Красный Октябрь, ерз. Красный Октябрь) — присілок у складі Ковилкінського району Мордовії, Росія. Входить до складу Краснопрісненського сільського поселення.
Населення — 3 особи 2010; 6 у 2002).
Національний склад станом на 2002 рік:
- росіяни — 83 %